# Yamagata Aritomo

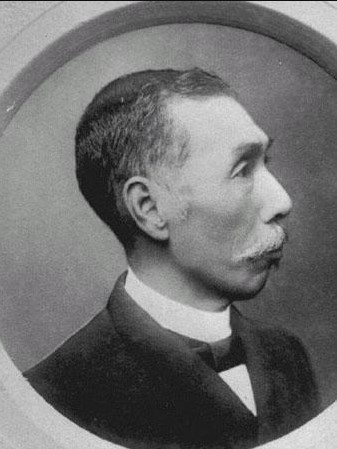
Yamagata Aritomo.

Yamagata Aritomo, född den 14 juni 1838 i Choshu, död den 1 februari 1922), var en japansk furste, militär och statsman. 
Född som samurai, ingick han i armén och deltog som regementsofficer i kejserliga restaurationskriget 1868. År 1870 blev han yngre och 1871 äldre vice krigsminister samt utnämndes 1872 till generalmajor och senare samma år till generallöjtnant. År 1873 blev han krigsminister.
Åren 1874 och 1876 deltog han i expeditionerna till Formosa och Korea, och 1877 undertryckte han med den nyorganiserade armén efter sju månaders fälttåg Satsumaupproret, varefter han 1878 blev chef för generalstaben, vilken befattning han innehade till 1885, då han utnämndes till inrikesminister. År 1889 blev han ministerpresident, 1892 justitieminister och 1893 president i riksrådet. Under tiden hade han (1884) upphöjts i grevligt stånd och (1890) befordrats till general.
När kriget med Kina 1894 utbröt, blev Yamagata befälhavare för 1:a armén, som besegrade kineserna vid Pyongyang i Korea (15 september) och vid Yalufloden (25 oktober), men på grund av sjukdom måste han i december samma år återvända hem, där han ånyo övertog krigsministerportföljen. Efter krigets slut 1895 blev han markis, var 1895–1898 generalinspektör för armén samt verkade för dennas nydaning efter tyskt mönster. År 1898 blev han fältmarskalk. Därefter var han åter ministerpresident (1898–1900), chef för generalstaben (1904–1905) och president i riksrådet (1905–1914). År 1907 utnämndes han till furste.
Som statsman företrädde han den strängt konservativa riktningen i landets inrikespolitik.

## Utmärkelser
- Uppgående solens orden, första klass,  2 november 1877
- Silvermedaljen med gult band,  8 april 1891
- Andra graden av Gyllene gladans orden,  5 augusti 1895
- Uppgående solens orden med paulowniablomster, första graden,  5 augusti 1895
- Stora ordensbandet av Krysantemumorden,  3 juni 1902
- Honorary member of the Order of Merit,  21 februari 1906
- Kedja av Krysantemumorden,  1 april 1906
- Första graden av Gyllene gladans orden,  1 april 1906
- Hederslegionen
- Vita örnens orden
- Röda örns orden

[Redigera Wikidata]